# Ronald Thielman
Ronald Thielman (Chicago Heights, Cook County, Illinois, 26 juli 1936) is een Amerikaans componist, trombonist en muziekpedagoog.

## Biografie
Thielman studeerde aan de Universiteit van Centraal Arkansas in Conway. Verder studeerde hij aan de Universiteit van Noord-Texas in Denton. Door het Conservatorio Nacional de Música de México, Mexico-Stad werd hij onderscheiden als ere-doctor. Als professor voor trombone en HaFa-orkestratie werkte hij van 1969 tot 1995 aan de Staatsuniversiteit van New Mexico in Las Cruces.

## Composities

### Werken voor harmonieorkest
- 1961 Purple and Gray
- 1962 Green Isles
- 1963 Night Wind
- 1963 The Conquerors
- 1965 Chelsea Suite
  1. Intrada
  2. Canzone
  3. Allegro
- 1969 Overture Odalisque
- 1975 Second Suite
- 1977 Touch of blue
- 1980 Overture in Turquoise
- 1980 Silk and Satin
- 1981 Mexico - A Scherzo
- 1981 Señor Cocina
- 1983 Winterset
- 1989 Chant and Celebration
- Bells a Poppin´ March
- Blazing brass
- Burst of Stars March
- Dedication and Dance
- Festivada
- Mirage
- Rhapsody and Rondo
- Stonehenge
- Variations and Hymn

### Kamermuziek
- Horns a plenty